# Daar was vrede, hier is de pijn
Daar was vrede, hier is de pijn is een hoorspel van Sjoerd Leiker. De NCRV zond het uit op zondag 21 oktober 1973, van 22.05 uur tot 22.35 uur. De regisseur was Johan Wolder.

## Rolbezetting
- Robert Sobels (Frits Wuiver)
- Eric Schuttelaar (Jan Bron)
- Nora Boerman (verpleegster)
- Erik Plooyer (Pieter Laning)

## Inhoud
Hoofdpersoon is de zeeman Frits Wuiver. Hij ligt in een ziekenhuis. Bij een reddingsactie van de zeesleper “Oceaan” heeft hij een ongeluk gehad. Zijn beide benen zijn geamputeerd. Hij realiseert zich dat hij stervende is. Zijn tegenspeler is Jan Bron, die met de gedachte rondloopt dat hij schuldig is aan wat Frits is overkomen. Het gesprek aan het ziekbed tussen die twee wil echter niet zo vlotten. Frits zakt telkens weg. Hij denkt aan de gelukkige dagen op een eiland, waar hij vuurtorenwachter is geweest. Het medeleven van Jan Bron blijkt voor een groot deel ook te berusten op eigenbelang…